# Prescapular shield

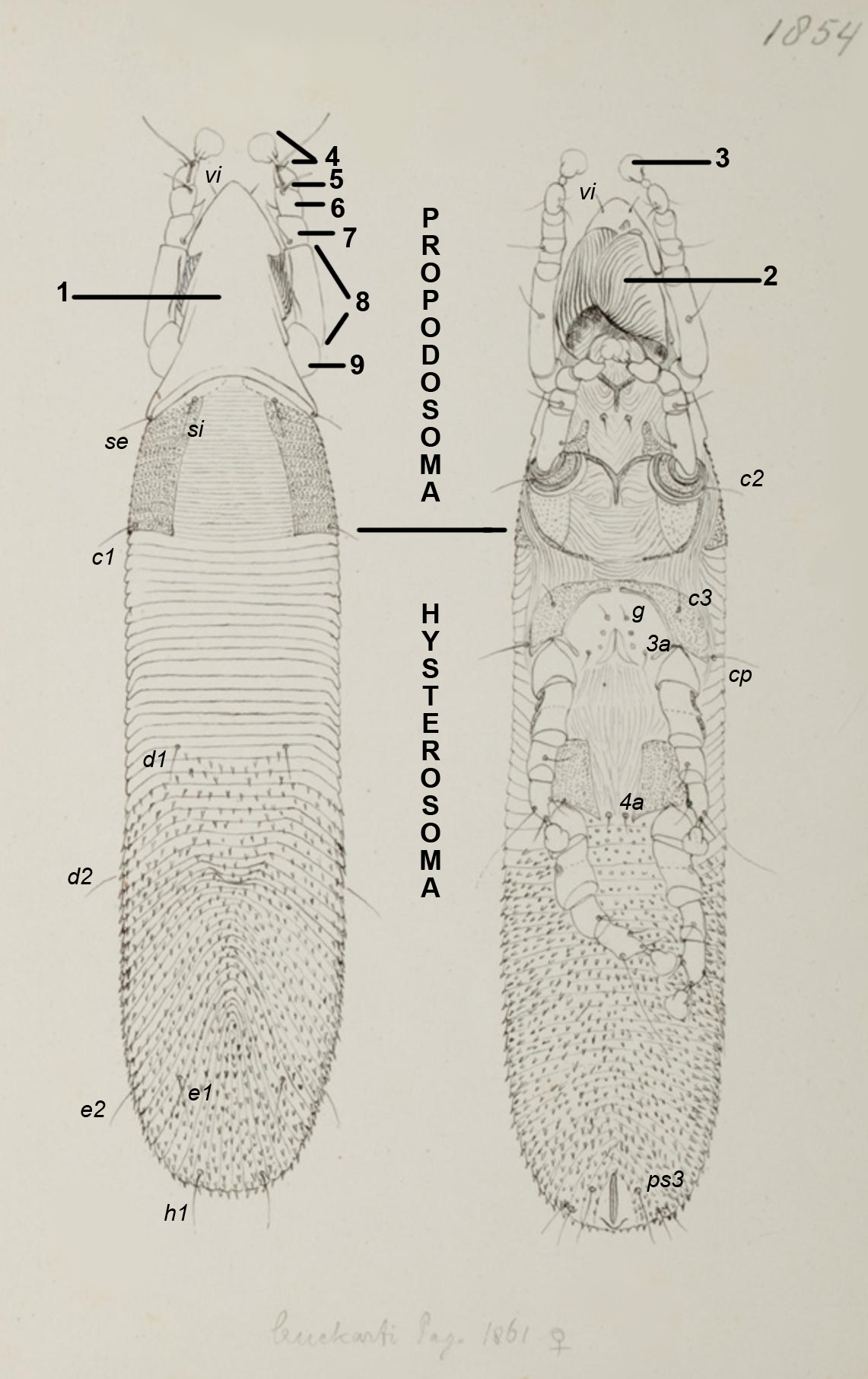
Budowa samicy Listrophorus leuckarti: tarczka preskapularna oznaczona cyfrą 1

Prescapular shield (dosł. tarczka preskapularna) – zesklerotyzowana płytka na ciele niektórych roztoczy.
Płytka ta jest przednią tarczką powstałą w wyniku poprzecznego podziału tarczki prodorsalnej na dwa. Tylna z tak powstałych tarczek zwana jest postskapularną. Wśród Psoroptidia taka sytuacja jest typowa dla Listrophoridae, Lemurnyssidae, Atopomelidae i występuje też u niektórych Labidocarpinae.
Tarczka preskapularna może być wtórnie podzielona w poprzek (np. u Listrocarpus) lub wzdłuż na dwie tarczki. U niektórych gatunków rodzaju Didelphoecius tak powstałe w wyniku podziału wzdłuż parzyste tarczki pre- i postskapularne zrastają się ze sobą wtórnie (lewa preskapularna z lewą postskapularną i analogicznie z prawej). Tarczka preskapularna może wtórnie zanikać, np. u Caenolestolichus.